# Thelcticopis ochracea
Thelcticopis ochracea là một loài nhện trong họ Sparassidae.
Loài này thuộc chi Thelcticopis. Thelcticopis ochracea được Mary Agard Pocock miêu tả năm 1899.